# Le Noël d'Hercule Poirot
Pour le téléfilm, voir Le Noël d'Hercule Poirot (téléfilm).
Le Noël d'Hercule Poirot (titre original : Hercule Poirot's Christmas) est un roman policier d'Agatha Christie publié le 19 décembre 1938 au Royaume-Uni, mettant en scène Hercule Poirot. Il est publié l'année suivante aux États-Unis sous le titre Murder for Christmas (réédité en 1947 sous le titre A Holiday For Murder), et huit ans plus tard, en 1946, en France.

## Principaux personnages
- La victime
  - Simeon Lee

- Les enquêteurs
  - Hercule Poirot
  - M. Sugden : le superintendant
  - M. Johnson

- Les suspects
  - Alfred Lee : fils de Simeon
  - Lydia Lee : épouse d'Alfred
  - Georges Lee : fils de Simeon
  - Magdalene Lee : épouse de Georges
  - David Lee : fils de Simeon
  - Hilda Lee : épouse de David
  - Stephen Farr : fils d'un ancien collaborateur de Simeon
  - Harry Lee : fils de Simeon
  - Pilar Estravados : petite-fille de Simeon

- Autres personnages
  - M. Tressilian : majordome
  - M. Horbury : garde-malade de Simeon
  - M. Walter : valet de pied

## Résumé
Pour la première fois depuis vingt ans, le vieux Simeon Lee a décidé de réunir tous ses enfants pour les fêtes de fin d'année. Le 24 décembre, on le trouve sauvagement assassiné dans sa chambre, pourtant fermée de l'intérieur. 
Tout le monde, évidemment, détestait ce vieillard cynique  : Alfred et sa femme pour la tyrannie qu'il exerçait sur leur couple, David pour les humiliations dont il abreuvait sa mère, George pour la rente - trop parcimonieuse à son goût - qu'il lui sert, Harry, le fils prodigue, pour le mépris dans lequel il le tient. Et puis il y a ce mystérieux M. Farr qui vient d'Afrique du Sud. Et la jeune Pilar, la petite-fille espagnole qui a déclaré froidement que, si elle avait un ennemi, elle n'hésiterait pas à lui trancher la gorge. 
Le vieux Simeon n'aurait pas dû faire part devant tout le monde de son intention de modifier son testament, il n'aurait pas dû faire cette scène détestable à ces enfants réunis, et il n'aurait peut-être pas dû faire étalage de ses diamants devant Pilar…

## Élaboration du roman

### Écriture
Le roman est divisé en sept parties, chacune divisée en chapitres : la première partie raconte la journée du 22 décembre, jusqu'à la septième, qui raconte celle du 28. Le meurtre se déroule donc pendant la période de Noël, mais bien que l'histoire ait été publiée dans la semaine de Noël, après une parution en feuilleton le mois précédent, l'atmosphère décrite n'a rien de celle beaucoup plus festive de Christmas Pudding (1960).